# Sarpun, Küre
Sarpun là một xã thuộc huyện Küre, tỉnh Kastamonu, Thổ Nhĩ Kỳ. Dân số thời điểm năm 2008 là 57 người.